# كازالينو
كازالينو هي بلدية في مقاطعة نفارة في إقليم بييمونتي الإيطالي، تقع على بعد حوالي 70 كلم شمال شرق تورينو وعلى بعد حوالي 11 كلم جنوب غرب نفارة. بدءً من 31 ديسمبر 2004، بلغ عدد سكانها 1469 نسمة ومساحتها 39.6 كلم².
تقع حدود كازالينو على البلديات التالية: بياندراتي، بورجو فرشيلي، كاسالبيلترام، كاسالفولوني، كونفينزا، جرانوزو كون مونتيسيلو، نوفارة، سان بيترو موسيتسو، وفينزاليو.
في بلدية كازالينو، في منطقة كاميريانو والمناطق المجاورة، تم تصوير فيلم فتاة الأرز (العنوان الإيطالي: La risaia) للمخرج رافائيلو ماتارازو.